# Cronologia de la medicina i la tecnologia mèdica
Aquesta és una cronologia de la història de la medicina i la tecnologia mèdica . 

## Antiguitat
- 3300 aC: durant l'edat de pedra, els primers metges van utilitzar formes molt primitives de fitoteràpia.[1]
- 3000 aC - Aiurveda Els orígens de l'Aiurveda es remunten a uns 4.000 anys aC.[2]
- c. 2600 aC: Imhotep, el capellà metge que més tard va ser divinitzat com el déu egipci de la medicina.[3]
- 2500 aC: la inscripció egípcia Iri parla d'Iri com un [metge ocular del palau], [metge de la panxa del palau], [guardià de les entranyes reials] i [qui prepara la medicina important (el nom no es pot traduir) i coneix els sucs interns del cos.][4]
- 1900 aC - 1600 aC: les tauletes d'argila accàdies sobre medicina sobreviuen principalment gràcies a les còpies de la biblioteca d'Assurbanipal a Nínive.[5]
- 1800 aC - l'Estela d'Hammurabi estableix honoraris per als cirurgians i càstigs per mala praxi.[4]
- 1800 aC - els Papirs de Lahun el text mèdic egipci mes antic conegut, que tracta sobre disciplines diverses: obstetrícia, veterinària i aritmètica.[6]
- 1600 aC: el Papir Hearst, parla sobre descripcions mèdiques, quirúrgiques i algunes fórmules magistrals.[7]
- 1551 aC: el Papir d'Ebers, que tracta de coproteràpia, ginecologia i màgia.[8]
- 1500 aC: el safrà utilitzat com a medicament a l'illa egea de Tera, a l'antiga Grècia.
- 1500 aC: el Papir Edwin Smith, un text mèdic egipci i el tractat quirúrgic més antic conegut que no fa referència a la màgia.[9]
- 1300 aC: Papir Brugsch i Papir mèdic de Londres sobre ginecologia i afeccions oculars amb receptes i rituals màgics.[10]
- 1250 aC: Asclepi. Personatge mitològic de culte a l'Antiga Grècia. Els seus partidaris aixecaven temples coneguts com Asclepeion. Homer li atribueix els dons de la curació.[11]
- 1200 aC: Papir Carlsberg (1200 aC), parla sobre obstetrícia, oftalmologia i neurologia.[12]
- 900 aC: Hesíode informa d'una concepció ontològica de la malaltia mitjançant el mite de Pandora. La malaltia té una «vida» pròpia, però és d'origen diví.[13]
- 800 aC: Homer diu que Polidamna subministra a les forces gregues que assetgen Troia diversos fàrmacs curatius.[14] També fa referència a la cirurgia de guerra (disciplina dins la medicina militar) quan Idomeneu explica que Nèstor va curar la ferida de Macàon quan aquest havia caigut: Un cirurgià que pot tallar una fletxa i curar la ferida amb els seus ungüents val un regiment.
- 700 aC: es coneix una Escola de medicina a Cnidos; també a Cos.[15]
- 500 aC - Darios I ordena la restauració de la Casa de la Vida (primer registre d'una escola de medicina (molt més antiga).[16]
- 500 aC: Bian Que es converteix en el primer metge conegut a utilitzar l'acupuntura i el diagnòstic del pols.[17]
- 500 aC: Manuscrit conegut com Sushruta Samhita, atribuït al metge indi Sushruta que posa el marc per a la medicina aiurvèdica.[18]
- 500 aC: es van utilitzar pastilles. Presumiblement es van inventar perquè es poguessin lliurar quantitats mesurades d'una substància medicinal a un pacient.
- 510–430 aC: disseccions anatòmiques científiques d'Alcmeó de Crotona. Va estudiar els nervis òptics i el cervell, argumentant que el cervell era la seu dels sentits i de la intel·ligència. Distingia les venes de les artèries i tenia almenys una vaga comprensió de la circulació de la sang. Diversament descrit pels erudits moderns com a Pare de l'Anatomia, Pare de la Fisiologia, Pare de l'Embriologia, Pare de la psicologia, Creador de psiquiatria, Fundador de Ginecologia, i també com a pare de la medicina.[19] Hi ha poques proves que recolzin aquestes afirmacions, però va ser un personatge important.[20][21]
- c. 490 - c. 430: Empèdocles metge, poeta i filòsof. Va teoritzar sobre els quatre elements: aigua, aire, foc i terra, exposats abans per Tales de Milet, Anaxímenes, Heràclit i Xenòfanes que tindran repercussió en l'evolució de la medicina hipocràtica i galènica.[22]
- c. 484 - 425 aC: Heròdot ens diu que els metges egipcis eren especialistes: la medicina es practica entre ells de forma separada; cada metge tracta un trastorn únic i no més. Així, el país està ple de metges, alguns es comprometen a curar malalties dels ulls, altres del cap, altres de les dents, altres de l'intestí i alguns que no són específics de cap lloc.[23]
- 496–405 aC: Sòfocles «No és un metge savi qui canta encantaments sobre els dolors que s'haurien de curar tallant».[24]
- fl. 425 aC: Diògenes Apol·loniates metge i cosmòleg.[25]
- 420 aC: Hipòcrates de Cos sosté que les malalties tenen causes naturals i enuncia el jurament hipocràtic, origen de la medicina racional.[26][27]

## Medicina després d'Hipòcrates
- c. 400 aC - 1 aC - Textos manuscrits mèdics coneguts com Huangdi Neijing (Cànon Interior de Huangdi o Cànon intern de l'emperador), que posa el marc de la medicina tradicional xinesa.[28]
- segle iv aC - Filistió de Locri[20] Praxàgores distingeix les venes i les artèries i determina només el pols de les artèries[29]
- 375–295 aC - Diocles Caristi metge grec escriu sobre nutrició, dietètica i el primer text conegut sobre anatomia animal.[30]
- 354 aC: Critobul de Cos extreu una fletxa de l'ull de Filip II de Macedònia, tractant la pèrdua del globus ocular sense provocar desfiguracions facials.[31]
- ca 200-100 aC - Filí de Cos fundador de l'escola empirista. Heròfil i Erasístrat practiquen l'androtomia, la dissecció d'éssers humans vius i morts).[32]
- 280 aC: Heròfil de Calcedònia[21] estudia el sistema nerviós i distingeix entre els nervis sensitius, els motors i el cervell. També estudia l'anatomia de l'ull amb la retina.[33]
- 270 aC - Huangfu Mi escriu el Zhenjiu Jiayijing (Compendi d'Acupuntura), i posa les bases fundacionals de l'acupuntura.[34]
- 250 aC: Erasístrat estudia el cervell i distingeix entre la fisiologia del cervell i el cerebel del cervell, el cor i els ulls, i en els sistemes vascular, nerviós, respiratori i reproductor.[35]
- 219 aC: Zhang Zhongjing publica Shang Han Lun (Sobre els danys per malaltia freda).[36]
- 200 aC: Manuscrit Charaka Samhita atribuït al metge indi Cháraka, que juntament amb el text Sushruta Samhita constitueix l'origen de la medicina aiurvèdica, utilitzant un enfocament racional de les causes i la cura de les malalties amb mètodes objectius d'examen clínic.[37]
- 124–44 aC: Asclepíades Bitini contrari als preceptes d'Hipòcrates en buscar les causes dels mals, advoca per l'eficàcia de la dieta, l'exercici, els banys i la neteja.[38]
- 116–27 aC: Marc Terenci Varró teoritza sobre la malaltia provocada pels gèrmens Ningú no n'hi va fer cas.[39]
- segle i: Rufus Efesi, Marcel·lí, metge del segle i; Numisià[19]
- 23 - 79: Plini el Vell escriu la Naturalis Historia, i en el llibre VII parl del cos humà i del XXIV al XXXI de les propietats medicinals de les plantes i dels animals.[40]
- c. 25 aC - c. 50: Aulus Corneli Cels elabora una enciclopèdia mèdica: De arte medica.[41]
- 50-70 - Dioscòrides Pedaci escriu De Materia Medica, un llibre precursor de les farmacopees modernes que va estar en ús durant gairebé 1600 anys.[42]
- 100: Areteu de Capadòcia escriu un tractat titulat Sobre les causes i els símptomes de les malalties, on descriu les causes i el diagnòstic de moltes malalties.[43]
- 98–138: Sorà d'Efes el Jove escriu sobre les malalties de les dones.[44]
- 129-216: Galè, que inicia la Medicina clínica basada en l'observació i l'experiència. El sistema, completament integrat i complet resultant, que oferia una filosofia mèdica completa, va dominar la medicina al llarg de l'edat mitjana i fins al començament de l'era moderna.[45][46]

## Després de Galè 200 dC
- 260: Quint Gargili Marcial escriu un petit llibre de text en llatí sobre Medicinae ex holeribus et pomis.[47]
- 300: Magne de Nisibis, Metge alexandrí i professor que va escriure un llibre sobre l'aparell urinari.[48]
- 325–400; Oribasi, que va escriure una enciclopèdia de 70 volums sobre el saber mèdic hipocràtic i alexandrí titulat Sinagogues mèdiques.[49]
- 362:Julià l'Apòstata ordena construir els xenones per imitació de la caritat cristiana (proto hospitals).[50]
- 369: Basili de Cesarea funda a Cesarea, Capadòcia una institució hospitalària coneguda com Basilias, amb diferents edificis per pacients, metges, infermeres i escoles[51]
- 375: Efraïm de Síria obre un hospital a Edessa S'estenen i especialitzen amb diversos apartats: nosocomia per a malalts, brefotròfia per a orfes, orfotrofia per a orfes, ptoquenia per a pobres, xenodoquia per a pelegrins pobres o malalts i gerontoquia per a vells.[52]
- 400: Fabiola de Roma funda el primer hospital de la cristiandat llatina a Roma.[53]
- 420: Celi Aurelià un doctor de Sicca Veneria (El Kef, Tunísia) escriu un manual Sobre malalties agudes i cròniques en llatí.[54]
- 447: Cassi Iatrosofista (Constanti, Ksantina, Algeria), escriu un manual basat en fonts gregues metodista i galenista en llatí.[55]
- 480-547: Benet de Núrsia funda un "monestir mèdic" a Monte Cassino.[56]
- 484–590: Flavius Magnus Aurelius Cassiodor.[57]
- fl. 511–534: Ântim Greek: Ἄνθιμος[58]
- 536: Sergi de Resaina – Teòleg i metge cristià que va traduir 32 volums de les obres de Galè al Siríac i va escriure tractats mèdics pel seu compte.[59]
- 525–605: Alexandre de Tral·les[60] Alexander Trallianus, escriu Dotze llibres de Medicina, obra molt important.[61]
- 500-550: Aeci d'Amida. Sota l'emperador romà d'Orient, escriu una enciclopèdia en 4 volums recull bona part del saber mèdic de l'Antiguitat.[62]
- A partir de l'any 500 els nestorians construeixen els xenodocheions / bimārestāns sota l'Imperi Sassànida, que evolucionaria cap al complex «hospital islàmic» secular, que combinava la pràctica laica i l'ensenyament galènic.[63]
- 550–630: Esteve d'Atenes, metge i filòsof durant l'Imperi Romà d'Orient escriu diversos tractats mèdics.[64]
- 560–636: Isidor de Sevilla, erudit visigot escriu l'obra enciclopèdica Etymologiae on al seu volum IV parla de la medicina.[65]
- c. 620: Aaron d' Alexandria, siríac. Va escriure 30 llibres sobre medicina, els Pandectes. Va ser el primer autor de l'antiguitat que va esmentar les malalties de la verola i el xarampió[66] Va ser traduït a l'àrab per Māsarjawaih un jueu metge siríac sobre l'any 683
- c. 630: Pau d'Egina. Va escriure una enciclopèdia en 7 llibres sobre cirurgia utilitza com a font per Albucasis[67]
- 790–869: Lleó de Tessalònica, també matemàtic o filòsof va escriure un Epítom de Medicina.[68]
- c. 800–873: Al-Kindí (Alkindus) amb l'obra De Gradibus. Era un homo universalis de l'islam que va contribuir a la transmissió del coneixement grec al mon occidental i oriental.[69]
- 820: L'Orde de Sant Benet funda l'hospital-escola conegut com a Escola Mèdica Salernitana els coneixements de la qual s'estendran arreu del món.[70]
- 857: Joan Mesué (El Vell) (Yūḥannā ibn Masawaiyh), siríac nestorià, va dirigir l'hospital de Bagdad amb Harun ar-Raixid i Al-Mutawàkkil coordinant la traducció dels clàssics grecollatins.[71]
- c. 830–870: Hunayn ibn Ishaq (Johannitius), siriac nestorià, tradueix diferents tractats mèdics clàssics sota el regnat d'Al-Mutawàkkil.[72]
- c. 838–870: Ali ibn Sahl Rabban al-Tabari, escriu una enciclopèdia mèdica en àrab coneguda com Firdous al-Hikmah.[73]
- c. 910: Ishaq ibn Hunayn escriu la primera biografia de metges i traductor dels clàssics grecollatins a l'àrab.[74]
- c. 800: Yahya ibn Sarafyun metge siríac conegut com Johannes Serapion, Serapion el Vell.[75]
- c. 865–925: Al-Razi escriu sobre pediatria, i fa la primera distinció clara entre verola i xarampió en el seu al-Hawi.[76]
- c. 955: Isaac Israeli ben Solomon (Isḥāq ibn Sulaymān al-Isrāʾīlī) metge i filòsof nascut com a jueu escriu Kitab al-Ḥummayat (Llibre de les Febres) entre d'altres tractats basats en la medicina hipocràtia. Va influir en les universiats medievals[77]
- 913–982: Shabbetai Donnolo presumpte pare fundador de l'Escola de Salern va escriure en hebreu Séfer ha-Mirkachot o Llibre dels Remeis.[78]
- c 982–994: 'Ali ibn al-'Abbas al-Majusi (Haly Abbas) escriu el Kitāb Kāmil aṣ-Ṣināʿa aṭ-Ṭibbiyya o Llibre complet de l'art de la medicina un dels textos mèdics mes complerts del moment.[79]
- 1000: Al-Zahrawi (936–1018) conegut també com Albucasis, escriu sobre cirurgia l'obra Kitab al-Tasrif, on parla de l'instrumental quirúrgic.[80]
- c. 1075: Ibn Butlan metge cristià de Bagdad escriu Tacuinum sanitatis en àrab i successives versions en llatí. L'obra té un format tabular.[81]
- 1018–1087: Miquel Psel·los, monjo, escriptor, filòsof, polític i historiador romà d'Orient escriu diferents llibres sobre medicina.[82]
- c. 1030: Avicenna, escriu el Cànon de la Medicina. El Canon va esdevenir un text normatiu en les universitats cristianes i musulmanes fins al segle xviii.[83]
- 110-1160: Trotula de Ruggiero, metgessa, escriu Passionibus Mulierum Curandorum ('Tractament de les malalties de les dones'). Formava part de l'Escola Mèdica Salernitana. Els tractats de medicina de les dones seran coneguts com Trotula.[84][85]
- c. 1071–1078: Simeó Set va ser un jueu romà d'Orient traductor al grec de textos mèdics àrabs.[86]
- 1084: Primer hospital documentat a l'Anglaterra de Canterbury.[87]
- 1087: Constantí l'Africà tradueix el Khitaab el Maleki al llatí com a Liber Pantegni. Va treballar a l'Escola Mèdica Salernitana[88]
- 1083–1153: Anna Comnena, erudita que va escriure sobre temes mèdics entre d'altres.[89]
- 1095: La Congregació dels Antonins va ser fundada per tractar les víctimes de l'Ergotisme una malaltia de la pell.[90]
- c. 1100: Dobrodeia de Kiev: Princesa russa casada amb Aleix Comnè de l'Imperi Romà d'Orient, escriu un tractat sobre unguents que es considera el primer tractat mèdic no femení escrit per una dona.[91]
- 1123: St Bartholomew's Hospital fundat per un membre de la cort, Agusti, va atendre malalts mentals entre d'altres.[92]
- 1127: Esteve de Pisa o d'Antioquia va traduir l'obra de Haly Abbas.[93]
- 1138-1204: Maimònides, filòsof i metge sefardita escriu diferents obres mèdiques entre les quals trobem una Guia de la bona salut (1198).[94]
- 1100–1161; Abu-Marwan Ibn Zuhr conegut com Avenzoar escriu diferents obres mèdiques.[95]
- 1170 – Rogerius Salernitanus redacta l'obra Chirurgia també coneguda com la Ciruriga de Roger.[96]
- 1126–1198: Averrois filòsof i científic d'Al-Àndalus elabora una enciclopèdia mèdica coneguda com Kulliyat o Colliget (Principis generals de medicina).[97]
- c. 1161: Matthaeus Platearius metge de l'escola salernitana escriu entre d'altres Liber de simplici medicina o Circa Instans sobre plantes medicinals.[98]

## 1200–1499
- 1203: El Papa Innocenci III va organitzar l'Hospital de Santo Spirito a Roma inspirant altres de tot Europa.[99]
- c. 1200: Rebecca Guarna, metgessa italiana de l'Escola Salernitana teoritza sobre l'anàlisi d'orina pel diagnòstic de malalties amb les obres De Urinis, De febrius i De embrione.[100]
- c. 1210–1277: Guillaume de Salicet, (Guilielmus de Saliceto) cirurgià de tradició galènica escriu Summa conservationis et curationis i parla de cauterització.[101]
- 1210–1295: Taddeo Alderotti fa una tasca eminentment docent a l'escola de medicina de la Universitat de Bolonya. Escriu entre d'altres Della conservazione della salute.[102]
- c. 1220: Miquel Scot: astròleg, filòsof i metge escocès a la cort de Frederic II trasllada el pensament mèdic àrab d'Averrois al llatí.[103]
- 1240: Bartholomeus Anglicus, escolàstic de la Universitat de París, escriu De propietatibus rerum (Sobre la propietat de les coses), una obra enciclopèdica amb el capítol VII dedicat a «Infirmitatibus» (malalties).[104]
- 1242: Ibn an-Nafís suggereix que els ventricles dret i esquerre del cor estan separats i descobreix la circulació pulmonar i la circulació coronària.[105]
- c. 1248: Ibn al-Baytar va escriure sobre botànica i farmàcia, i va estudiar l'anatomia animal i la medicina veterinària.[106]
- 1249: Roger Bacon escriu sobre ulleres de lents convexes per al tractament de la hipermetropia.[107]
- Entre segle xii i XIII: Serapi el Jove (Ibn Sarabi) autor de De Simplici Medicina (Llibre dels medicaments simples), una obra sobre botànica mèdica que va influir en autors del XVI com Leonhart Fuchs.[108]
- 1250: Demetri Pepagomè, metge romà d'Orient, escriu obres sobre la caça amb falcons i gossos i també un tractat sobre gota Syntagma Pedi Podagras.[109]
- 1250-1310: Lanfranc de Milà, metge francès, escriu Chirurgia parva i Chirurgia magna, els primers tractats quirúrgics apareguts a França.[110]
- 1257 - 1316: Pietro d'Abano també conegut com Petrus De Apono o Aponensis intenta fusionar la filosofia grega i la medicina àrab.[111]
- 1260: Lluís IX estableix «Les Quinze-vingt», originalment un refugi per a invidents, que es va convertir en un hospital per a malalties oculars i ara és un dels centres mèdics més importants de París[112]
- ca 1260: Teodoric Borgognoni. Metge i menescal de la Toscana escriu Cyrurgia seu Filia principis i un Practica equorum.[113]
- c. 1260–1320; Henri de Mondeville, anatomista i cirurgià va ser el primer francès en escriure un tractat sobre La Chirurgie.[114]
- 1284: Hospital Al-Mansuri del Caire.[115]
- c. 1275 - c. 1328: Joan Actuari, metge romà d'Orient, va escriure l'últim gran compendi de la medicina romana d'Orient.[116]
- 1275–1326: Mondino de Luzzi Mundinus, va dur a terme les primeres disseccions humanes sistemàtiques des d'Heròfil de Calcedònia i Erasístrat de Ceos 1500 anys abans.[117]
- 1285: Bernard de Gordon, metge occità professor a la Universitat de Montpeller escriu De diciem ingeniis seu indicationibus curandorum morborum.[118]Anatomia, 1541

Anatomia, 1541

- 1288: l'hospital de Santa Maria Nuova fundat a Florència, era estrictament mèdic.[119]
- 1300: es van desenvolupar a Itàlia les ulleres de lent còncava per tractar la miopia.[120]
- d. 1348: Gentile da Foligno seguidor d'Avicenna, perpetra diseccions i estudia els banys termals com a teràpia.[121]
- 1292–1350: Ibn Qayyim al-Jawziya
- 1308: Arnau de Vilanova metge i alquimista de la Corona d'Aragó, escriu el Regimen Sanitatis ad regem Aragonum o Speculum medicinae d'impacte a tot Europa.[122]
- 1317: Matthaeus Silvaticus metge i botànic de l'Escola Salernitna escriu la farmacopea Pandectarum Medicinae or Pandectae Medicinae que va comptar amb onze edicions conegudes.[123]
- 1326: Alessandra Giliani, bolonyesa es considera la primera dona documentada que està vinculada a estudis d'anatomia i anatomia patològica.
- 1348: Jacme d'Agramont metge de la Corona d'Aragó publica el primer text mèdic en català sobre la pesta negra: Regiment de preservació a epidímia e pestilència e mortaldats,[124]
- 1349: Ibn Jatima: metge andalusí estudia diferents episodis de pesta en Tahsíl garad al-qásid fi tafsil al-marad al-wafid, o Consecució del la fi proposada en l'aclaració de la malaltia de la pesta.[125]
- d. 1363: Gui de Chaulhac metge occità escriu Chirurgia Magna, una enciclopèdia de coneixements quirúrgics que influenciarà a tot Europa fins al segle xviii.[126]
- ca. 1376: John Ardene, considerat el primer cirurgià anglès, escriu un document sobre la fístula anal.[127]
- floruit 1460: Heinrich von Pfolspeundt[128][129][130]
- 1443-1502: Antonio Benivieni[131] escriu sobre Anatomia patològica[132]
- 1493-1541: Paracels escriu sobre la relació entre medicina i cirurgia[133] i un llibre de cirurgia[134]

## 1500–1799
- Principis del segle xvi:

Hieronymus Fabricius, Operationes chirurgicae, 1685

  - Paracels, un alquimista, refusa ocultisme i inicia l'ús de substàncies químiques i minerals dins medicina. Crema dels llibres de Avicenna, Galè i Hippocrates.[135]
  - Hieronymus Fabricius[136] La seva "Cirurgia" és majoritàriament que de Celsus, Paul de Aegina, i Abulcasis citant-los de nom.[137]
  - Caspar Stromayr[138]
- 1500?–1561 Pierre Franco[130][139] [self-font publicada]
- Ambroise Paré (1510–1590) va iniciar el tractament de ferides de pistola.[140][141]
  - Bartholomeo Maggi A Bologna, Felix Wurtz de Zurich, Léonard Botal a París, i l'angles Thomas Gale, tracten aquest tipus de ferides des de diferents punts ciutats europees.Paré va ser però el mes influent.[142]
- 1518 – Facultat de Medicina fundada per reial decret a Londres com un cos professional britànic de doctors de medicina general i les seves especialitats. Va rebre l'autorització reial el 1518
- 1510–1590 – Ambroise Paré cirurgià[143]
- 1540–1604 – William Clowes[129][144] – pit Quirúrgic per cirurgians militars[145]
- 1543 – Andreas Vesal publica De Humani Corporis Fabrica que corregeix errors mèdics grecs i revoluciona la medicina europea[146][147]
- 1546 – Girolamo Fracastoro proposa que malalties epidèmiques són causades per llavros que es transmeten.
- 1550–1612 – Peter Lowe[148]
- 1553 – Miguel Servet descriu la circulació de sang a través dels pulmons. És acusat d'heretgia i cremat a la foguera.
- 1556 – Amato Lusitano descriu les vàlvules venoses en la vena Ázigos
- 1559 – Realdo Colombo descriu la circulació de sang a través dels pulmons #en detall
- 1563 – Garcia de Orta funda medicina tropical amb el seu treatise en tractaments i malalties índies
- 1570–1643 – John Woodall cirurgians marítim utilitza el suc de llimona per tractar l'escorbut va escriure "The Surgions Company"[149]
- 1590 –Invenció del Microscopi, que va suposar un gran avenç mèdic
- 1596 – Li Shizhen publica Běncǎo Gāngmù o Compendi de Materia Medica
- 1603 – Hieronymus Fabricius escriu sobre les venes de cama i demostra en estudis que permeten a la sang fluir cap el cor.
- 1621–1676 – Richard Wiseman[150][151]
- 1628 – William Harvey explica el sistema circulatori en Exercitatio Anatomica de Motu Cordis et Sanguinis en Animalibus
- 1683–1758 – Lorenz Heister[152]
- 1688–1752 – William Cheselden[153][154][155]
- 1701 – Giacomo Pylarini dona la primera inoculaciós a Europa per la versola, que es practicava generalment a tot l'Orient.
- 1714–1789 – Percivall Pott[156][157][158][159]
- 1720 – Senyora Mary Wortley Montagu
- 1728–1793 – John Hunter[160][161][162]
- 1736 – Claudius Aymand actua amb èxit en un cas d'apendicectomía
- 1744–1795 – Pierre-Joseph Desault[163] Primer cirurgià periòdic[164]
- 1747 – James Lind descobreix que les fruites cítriques impedeixen l'escorbut
- 1749–1806 – Benjamin Bell – principal cirurgià del seu temps i pare d'una dinastia quirúrgica, autor de "A System of Surgery"[165]
- 1752–1832 – Antonio Scarpa[166][167]
- 1763–1820 – John Bell[168]
- 1766–1842 – Dominique Jean Larrey Cirurgià de Napoleó[169][170][171][172]
- 1768–1843 – Astley Cooper conferències de cirurgià amb teoria i pràctica[173][174]
- 1774–1842 – Charles Bell, cirurgià[175][176]
- 1774 – Joseph Priestley descobreix òxid de nitrogen, monòxid nítric, amoníac, clorur d'hidrogen i oxigen
- 1777–1835 – Baró Guillaume Dupuytren – cirurgià de Cap a Hôtel-Dieu de Paris, L'edat Dupuytren[177][178][179]
- 1785 – William Withering publica "An Account of the Foxglove" la primera descripció sistemàtica de digitalis dins un tractant sobre Edemes
- 1790 – Samuel Hahnemann contrari a l'ús prevalent de la pràctica de la sagnia funda l'homeopatia
- 1796 – Edward Jenner desenvolupa un mètode de vacunació contra la versola.
- 1799 – Humphry Davy descobreix les propietats anestèsiques de l'òxid nitrós.

## 1800–1899
- 1800 - Humphry Davy anuncia les propietats anestèsiques de l'òxid nitrós.
- 1803-1805 - La morfina primer va ser aïllat per Friedrich Sertürner, com a primer aïllament d'un ingredient actiu d'una planta.
- 1813–1883 - James Marion Sims cirurgia vesico-vaganial[136][180][181] Pare de la ginecologia quirúrgica.[129][182]
- 1816 - Rene Laennec inventa l'estetoscopi.
- 1827–1912 - Cirurgia antisèptica de Joseph Lister[145][183] Pare de la cirurgia moderna[184]
- 1818 - James Blundell realitza la primera transfusió humana amb èxit.
- 1842 - Crawford Long realitza la primera operació quirúrgica mitjançant anestèsia amb èter.
- 1845 - John Hughes Bennett descriu per primer cop la leucèmia com un trastorn de la sang.
- 1846 - Primera cirurgia indolora amb anestèsia general.
- 1847 - Ignaz Semmelweis descobreix com prevenir la febre puerperal.
- 1849 - Elizabeth Blackwell va ser la primera dona que es va llicenciar en medicina als Estats Units.
- 1850 - Es funda a Filadèlfia Female Medical College de Pennsilvània (més tard Woman's Medical College), la primera universitat de medicina del món que atorga titulacions a dones.[185]
- 1858 - Rudolf Carl Virchow, 13 d'octubre de 1821 - 5 de setembre de 1902, les seves teories de la patologia cel·lular van significar el final de la medicina humoral.
- 1867 - Lister publica l'article Antiseptic Principle of the Practice of Surgery, basat en part en el treball de Pasteur.
- 1870 - Louis Pasteur i Robert Koch estableixen la teoria microbiana de la malaltia.
- 1878 - Ellis Reynolds Shipp es gradua del Women's Medical College de Pennsilvània i comença la pràctica a Utah.
- 1879 - Primera vacuna contra el còlera.
- 1881 - Louis Pasteur desenvolupa una vacuna contra l'antrax.
- 1882 - Louis Pasteur desenvolupa una vacuna contra la ràbia.
- 1890 - Emil von Behring descobreix antitoxines i les utilitza per desenvolupar vacunes contra el tètanus i la difteria.
- 1895 - Wilhelm Conrad Röntgen descobreix l'ús mèdic dels raigs X en imatges mèdiques

## 1900–1999
- 1901 – Karl Landsteiner descobreix l'existència de grup s sanguinis en diferents humans
- 1901 – Alois Alzheimer identifica el primer cas de quin esdevé sabut com a malaltia d'Alzheimer.
- 1903 – Willem Einthoven inventa electrocardiografia (EKG/d'ECG)
- 1906 – Frederick Hopkins suggereix l'existència de vitamines i suggereix que una manca de vitamines causa escorbut i raquitisme
- 1907 – Paul Ehrlich desenvolupa una cura chemoterapèutica per malatia de la son o Tripanosomiosi africana.
- 1907 – Henry Stanley Plummer desenvolupa el primer rècord pacient estructurat i número clínic (Mayo clínica)
- 1908 – Victor Horsley i R. Clarke inventa el mètode stereotactic
- 1909 – Primer dispositiu intrauterí descrit per Richard Richter.[186]
- 1910 – Hans Christian Jacobaeus actua la primera laparoscòpia en éssers humans
- 1917 – Julius Wagner-Jauregg descobreix el malarial teràpia de xoc de la febre per parèsia general del dement
- 1921 – Edward Mellanby descobreix vitamínic D i mostra que les seves causes d'absència rickets
- 1921 – Frederick Banting i Charles Més descobreix la insulina – important pel tractament de la diabetis.
- 1921 – Fidel Pagés inicia epidural anestèsia
- 1923 – Primera vacuna per diftèria
- 1926 – Primera vacuna per tosferina
- 1927 – Primera vacuna per tuberculosi
- 1927 – Primera vacuna per tètanus
- 1928 – Alexander Fleming descobreix penicil·lina
- 1929 – Hans Berger descobreix electroencefalografia humana
- 1930 - primera cirurgia per reassignament sexual exitosa portada a term a Lili Elbe a Dresden, Alemanya.
- 1932 – Gerhard Domagk desenvolupa un cura chemotherapèutica per estreptococ
- 1933 – Manfred Sakel descobreix teràpia de xoc de la insulina
- 1935 – Ladislas J. Meduna Descobreix teràpia de xocamb metrazol
- 1935 – Primera vacuna per febre groga
- 1936 – Egas Moniz descobreix prefrontal lobotomia perfrontal per tractar malalties mentals; Enrique Finochietto desenvolupa el retràctor toràcic autoretenent
- 1938 – Ugo Cerletti i Lucio Bini descobreix electroconvulsive teràpia
- 1938 – Howard Walter Florey i Ernst Boris Chain investiga Penicil·lina i el prova sobre el policia Albert Alexander (agent policial) qui recuperat però mort a causa d'una manca de Penicil·lina
- 1943 – Willem J. Kolff construeix la primera màquina de diàlisi
- 1944 – Catèter autònom– David S. Sheridan
- 1946 – Quimioteràpia – Alfred G. Gilman I Louis S. Goodman
- 1947 – Desfibril·lador – Claude Beck
- 1948 – Paracetamol – Julius Axelrod, Bernard Brodie
- 1949 – Primer implant de lent intraocular, per Harold Ridley
- 1949 – Mecànic assistent per anestèsia – John Emerson
- 1952 – Jonas Salk desenvolupa el primer polio vacuna (disponible dins 1955)
- 1952 – Clonatge – Robert Briggs i Thomas King
- 1953 – Derivació cardiopulmonar – John Heysham Gibbon
- 1953 – Mèdic ultrasonography – Inge Edler
- 1954 – Joseph Murray trasplanta el primer ronyó humà (en bessons idèntics)
- 1954 – Ventouse – Tage Malmstrom
- 1955 – Tetracycline – Lloyd Conover
- 1956 – Inhalador de dosi Metered – 3M
- 1957 – William Grey Walter inventa la topografia d'EEG del cervell (toposcopi)
- 1958 – Marcapassos cardiac artificial – Rune Elmqvist
- 1959 – Fecundació in vitro – Min Chueh Chang
- 1960 – Invenció de reanimació cardiopulmonar (CPR)
- 1960 – Pindola contraceptiva Primer combinat aprovat pel FDA
- 1962 – Artoplàsia de Maluc – John Charnley
- 1962 – Blocador d'adrenoreceptors beta James W. Black
- 1962 – Albert Sabin desenvolupa primer oral vacuna de la polio
- 1963 – cor Artificial – Paul Winchell
- 1963 – Thomas Starzl porta a terme el primer trasplantament de fetge humà
- 1963 – James Hardy porta a terme el primer trasplantament de pulmó humà
- 1963 – Valium (diazepam) – Leo H. Sternbach
- 1964 – Primera vacuna per xarampió
- 1965 – Frank Pantridge instal·la el primer defibril·lador portàtil
- 1965 – Primer ultrasò comercial
- 1966 – C. Walton Lillehei porta a terme el primer trasplantament de pàncrees humà
- 1966 – Vacuna de Rubèola – Harry Martin Meyer i Paul D. Parkman[187]
- 1967 – Primera vacuna per galteres
- 1967 – Christiaan Barnard porta a terme el primer trasplantament de cor humà
- 1968 – Powered prothesis – Samuel Alderson
- 1968 – fàrmac Controlat lliurament – Alejandro Zaffaron
- 1969 – catèter de Baló – Thomas Fogarty
- 1969 – implant Coclear – William Casa
- 1970 – Ciclosporina, el primer eficaç immunosupressor el fàrmac és introduït dins òrgan trasplantat
- Vacuna de 1971 #MMR - desenvolupat per Maurice Hilleman
- 1971 – Organisme modificat genèticament – Ananda Chakrabart
- 1971 – Imatge per ressonància magnètica – Raymond Vahan Damadian
- 1971 – Tomografia Computada (CT o Escàner de GAT) – Godfrey Hounsfield
- 1971 – Transdermal patches – Alejandro Zaffaroni
- 1971 – Senyor Godfrey Hounsfield inventa el primer CT comercial escàner
- 1972 – bomba d'Insulina Dean Kamen
- 1973 – ull de Làser cirurgia (LASIK) – Mani Lal Bhaumik
- 1974 – Liposucció – Giorgio Fischer
- 1976 – Primera tomografia per emissió de positrons comercialitzat en animals de companyia
- 1978 – Últim cas fatal de verola[188]
- 1979 – Antiviral fàrmacs – George Hitchings i Gertrude Elion
- 1980 – Raymond Damadian complexions primer escàner d'IRM comercial
- 1980 – Lithotripter – Dornier Grup de Recerca
- 1980 – Primera vacuna per hepatitis B – Baruch Samuel Blumberg
- 1980 – Clonatge d'interferons – Sidney Pestka
- 1981 – pell Artificial – John F. Burke i Ioannis V Yannas
- 1981 – Bruce Reitz porta a terme el primer trasplantament de cor i pulmo humà simultani
- 1982 – insulina Humana – Eli Lilly
- 1985 – va Automatitzar Capot de Leroy – de seqüenciador d'ADN i Lloyd Smith
- 1985 – cadena de Polimerasa reacció (PCR) – Kary Mullis
- 1985 – robot Quirúrgic – Yik San Kwoh
- 1985 – ADN fingerprinting – Alec Jeffreys
- 1985 – endoscòpia de Càpsula – Tarun Mullick
- 1986 – Fluoxetine HCl – Eli Lilly i Co
- 1987 – Ben Carson, dirigint un equip mèdic de 70 membrs a Alemanya, va ser el primer per separar occipital bessons cranifagics.
- 1987 – comercialment disponible Statins – Merck & Co.
- 1987 – enginyeria de Teixit – Joseph Vacanti & Robert Langer
- 1988 – Intravascular stent – Julio Palmaz
- 1988 – cataracta de Làser Bany – de Patricia de la cirurgia
- 1989 – Pre-implantació diagnosi genètica (PGD) – Alan Handyside
- 1989 – ADN microarray – Stephen Fodor
- 1990 – Gamow bossa® – Igor Gamow
- 1992 – Primera vacuna per hepatitis A disponible[189]
- 1992 – Polímers electroactius (múscul artificial) – SRI Internacional
- 1992 – Microinjecció espermàtica (ICSI) – Andre van Steirteghem
- 1995 – tija d'Adult ús de cèl·lula dins regeneració de teixits i òrgans en vivo – B. G Matapurkar U.S. Patent internacional
- 1996 – Ovella Dolly primera clonació
- 1998 – Teràpia amb Cèl·lules Mare – James Thomson

## 2000–present
- 2000 – L'esborrany de Projecte de Genoma Humà va ser completat.
- 2001 – La primera telecirugia es porta a terme per Jacques Marescaux.
- 2003 – Carlo Urbani, de Metges sense Fronteres alerten a l'Organització Mundial de la Salut a l'amenaça del virus de SARS, provocant la resposta més eficaç a una epidèmia en la història. Urbani sucumbeix a la malaltia en menys d'un mes.
- 2005 – Jean-Michel Dubernard porta a terme el primer Trasplantament de cara parcial..
- 2006 – Aprovada la primera vacuna contra el papil·lonavirus humà (HPV) .
- 2006 – Aprovada la vacuna pel segon rotavirus la vacuna aprovada (primer va ser retirat).
- 2007 – El visual prosthetic (bionic ull) Argus II.
- 2008 – Laurent Lantieri actua la primera cara plena trasplanta.
- 2011 – Primer exitós trasplantament d`´uter d'un difunt donant a Turquia
- 2013 – El primer ronyó va ser desenvolupat in vitro en els EUA
- 2013 – El primer fetge humà va ser desenvolupat amb cèl·lules mare al Japó.
- 2014 – Una Impresora 3D és utilitzada per primer cop en un trasplantament de crani.
- 2016 – Es crea el primer pàncrees artificial
- 2019 – Impressió en 3D del cor humpa amb cèl·lules d'un pacient humà .